# Lèmur mostela
Els lèmurs mostela (Lepilemur) són un gènere de lèmurs. Es tracta de l'únic gènere de la família dels lepilemúrids (Lepilemuridae), que abans també contenia el gènere extint Megaladapis. Amb més de vint espècies diferents, és un dels grups de lèmurs més diversos que existeixen.

## Taxonomia
- Gènere Lepilemur I. Geoffroy Saint-Hilaire, 1851
  - Lepilemur aeeclis Andriaholinirina et al., 2006
  - Lepilemur ahmansonorum Louis et al., 2006
  - Lepilemur ankaranensis Rumpler i Albignac, 1975
  - Lepilemur betsileo Louis et al., 2006
  - Lepilemur dorsalis Gray, 1870
  - Lepilemur edwardsi (Forbes, 1894)
  - Lepilemur fleuretae Louis et al., 2006
  - Lepilemur grewcockorum Louis et al., 2006
  - Lepilemur hollandorum Ramaromilanto i Lei, 2008
  - Lepilemur hubbardorum Louis et al., 2006
  - Lepilemur jamesorum Louis et al., 2006
  - Lepilemur leucopus (Major, 1894)
  - Lepilemur microdon (Forbes, 1894)
  - Lepilemur milanoii Louis et al., 2006
  - Lepilemur mittermeieri Rabarivola et al., 2006
  - Lepilemur mustelinus I. Geoffroy Saint-Hilaire, 1851
  - Lepilemur otto Craul et al., 2007
  - Lepilemur petteri Louis et al., 2006
  - Lepilemur randrianasoloi Andriaholinirina et al., 2006
  - Lepilemur ruficaudatus A. Grandidier, 1867
  - Lepilemur sahamalazensis Andriaholinirina et al., 2006
  - Lepilemur scottorum Lei et al., 2008
  - Lepilemur seali Louis et al., 2006
  - Lepilemur septentrionalis Rumpler i Albignac, 1975
  - Lepilemur tymerlachsonorum Louis et al., 2006
  - Lepilemur wrightae Louis et al., 2006